# Königreich Etrurien
Das Königreich Etrurien, franz. Royaume d’Étrurie, ital. Regno di Etruria, bestand zwischen 1801 und 1807 und war einer der Vasallenstaaten des napoleonischen Frankreich. Es umfasste den größten Teil des vormaligen Großherzogtums Toskana. Sein Name geht zurück auf den alten römischen Namen für das Land der Etrusker, Etruria, dt. Etrurien.

## Entwicklung
Napoleon hatte 1801 mit Spanien und dem Haus Bourbon-Parma vereinbart, dass das Herzogtum Parma nach dem Tode seines Herzogs Ferdinand an Frankreich fallen sollte, während das Haus Bourbon-Parma mit dem neu zu schaffenden Königreich Etrurien abgefunden werden sollte. Um Platz für die Bourbonen machen zu können, wurde zunächst der habsburgische Großherzog der Toskana, Ferdinand III., mit dem säkularisierten Erzstift Salzburg entschädigt, worauf dann schließlich der parmesische Erbprinz Ludwig I. als „König von Etrurien“ in sein Herrscheramt von Napoleons Gnaden eingesetzt wurde.
Der erste König des neuen Reiches, Ludwig, verstarb jung im Jahr 1803, weshalb seine Witwe, die Infantin Marie Luise von Spanien (1782–1824), Tochter von König Karl IV. von Spanien, für ihren noch unmündigen Sohn Karl Ludwig die Regentschaft übernahm. Am 10. Dezember 1807 jedoch musste die Regentin die Herrschaft niederlegen und durch Senatsbeschluss vom 30. Mai 1808 wurde das Königreich Etrurien zu einem Teil des französischen Kaiserreichs erklärt. Infolgedessen wurden drei Départements eingerichtet. Der König und seine Mutter sollten Entschädigungen aus der französischen Eroberung Portugals erhalten, was jedoch durch den Bruch zwischen Napoleon und den spanischen Bourbonen im Jahr 1808 hinfällig wurde.
Bereits 1809 wurde das ehemalige Königreich Etrurien von Napoleons Schwester Elisa als Großherzogtum Toskana überantwortet, die es 1814 wieder an den Großherzog Ferdinand III. zurückgeben musste, während das Haus Bourbon-Parma mit dem Herzogtum Lucca entschädigt wurde.

## Könige von Etrurien
- Ludwig I. von Etrurien (1773–1803), reg. 1801–1803
- Karl Ludwig (1799–1883), reg. 1803–1807